# Televisión en Uruguay
La televisión es uno de los medios de comunicación más importantes en el Uruguay, junto con la radio.

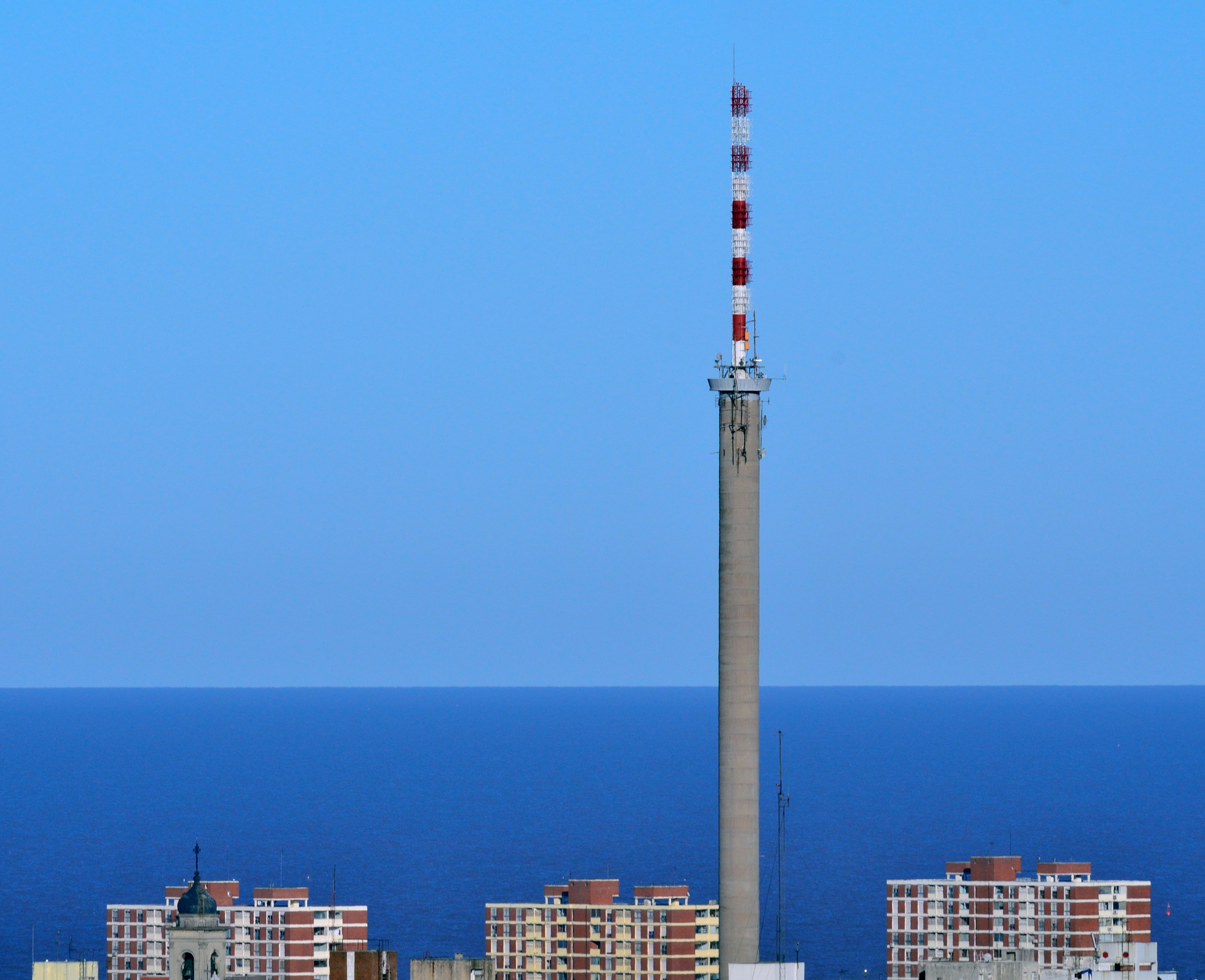
Torre SAETA centro de emisión de Canal 10 en Montevideo.

Su primera emisión oficial fue realizada el 7 de diciembre de 1956, cuando la Sociedad Anónima Emisora de Televisión y Anexos inauguró las primeras transmisiones de Canal 10 en el desaparecido Cilindro Municipal sede de la Exposición Nacional de Televisión.
Entre los canales de televisión por cable uruguayos se encuentran los generalistas VTV, UCL TV y Cardinal TV, los deportivos VTV Plus, GolTV, DSports, Dexary y ESPN, los culturales A+V, Maronas TV, Charrúa Televisión y CRTV y el de canal de conferencias y foros Asuntos Públicos. También hay alrededor más de 50 canales locales en los departamentos del interior del país, entre emisoras de televisión abierta y televisión por cable.
En Montevideo operan seis compañías de televisión para abonados que son: TCC, Nuevo Siglo, Montecable, Multiseñal, DirecTV y Flow. Todas las poblaciones del interior de más de 3.000 habitantes y algunas menores cuentan también con televisión por cable. DirecTV, Flow y TDH (un servicio de TCC comercializado en las zonas rurales por las empresas de cada localidad) son las únicas compañías de televisión satelital habilitadas, aunque también se comercializan antenas satelitales clandestinas.

## Historia
Las primeras emisiones abiertas de televisión en Uruguay fueron realizadas el 7 de diciembre de 1956 en Montevideo por la Sociedad Anónima de Emisión de Televisión y Anexos Canal 10, una iniciativa de la Sociedad Anónima de Radioemisoras del Plata y la Asociación Nacional de Broadcasters Uruguayos. El 23 de abril de 1961 comenzó a emitir Monte Carlo Televisión, perteneciente al Grupo Monte Carlo integrado por las radios Monte Carlo y Oriental. En mayo de 1962 salió al aire Teledoce un grupo integrado por el Diario El País. Y por último el 19 de junio de 1963  saldría al aire Canal 5 del Servicio Oficial de Difusión, Radiotelevisión y Espectáculos este, había sido el primer canal autorizado a emitir, pero por razones burocráticas fue el cuarto.
Posteriormente, en el interior, el 26 de mayo de 1966 saldría al aire el primer canal del interior y el quinto en Uruguay; Canal 12 de Fray Bentos. En 1969 saldría al aire, el primer canal público del interior; Canal 8 del SODRE. 
A diferencia de otros países, nunca se realizó un llamado a licitación para los canales privados, generando una ausencia de regulación y vencimiento de las licencias, y el del pago de contraprestación por el uso de las frecuencias, las cuales son propiedad del Estado Uruguayo. 
La incorporación en 1962 del videotape cambió la televisión uruguaya, porque le permitió alternar emisiones en vivo con grabaciones locales e internacionales.

### La llegada de la televisión a color
La televisión en color comenzó de manera regular el 25 de agosto de 1981. Las emisiones en color comenzaron en 1980 durante la Copa de Oro de Campeones Mundiales  para las retransmisiones al exterior. El inicio de estas transmisiones regulares a color, coincidieron con el aniversario de la declaratoria de la independencia uruguaya. No obstante desde varios meses antes se habían autorizado trasmisiones experimentales en colores durante el horario central de cada canal. La norma utilizada fue la PAL-N, la misma que los países vecinos, Argentina y Paraguay.

### Creación de canales abiertos
El 25 de agosto de 1981, mismo día de la llegada regular de la televisión a color, fue lanzado el canal La Red. Su creación fue pensada originalmente por el gobierno de facto que mandataba al país oriental desde la década de los '70, bautizándola como la cadena privada de televisión, ya que la dictadura también estaba manejando la posibilidad de tener una cadena pública de televisión por fuera del Canal 5, que en aquel entonces era propiedad del SODRE. 
Tras el surgimiento de La Red, se le adjudicó a la misma los canales 9 de Paso de los Toros y 11 de Durazno/Trinidad, para la transmisión de la Copa Mundial de Futbol de 1982; sin embargo, estos canales continuaron operando.
Durante las décadas de 1980, 1990 y comienzos de los 2000, se iniciaron sus transmisiones Canal 2 de Biassini/Col. Itapebi, Canal 3 de Río Branco, Canal 4 de Chuy, Canal 4 de Dolores, Canal 4 de Las Toscas de Caraguatá, Canal 7 de Durazno y Canal 10 de Guichón/Young; la mayoría, retransmitendo La Red. De todos estos canales, actualmente continúan transmitiendo sólo los de Chuy, Dolores y 7 de Durazno.

### Surgimiento de la televisión por abonados
A principios de la década de 1990, el gobierno de Luis Alberto Lacalle entregó a los grupos económicos de los canales 4, 10 y 12 de Montevideo la licencia de televisión para abonados en Montevideo y a todo el país a los canales privados del interior.
Los dueños de los canales privados 4, 10 y 12 conformaron junto con capitales y empresarios extranjeros la empresa Equital, que provee la infraestructura a sus respectivas compañías de cable (Montecable, TCC y Nuevo Siglo), así como al cableoperador de propiedad conjunta Multiseñal, y a numerosos proveedores de televisión cable del interior vendiendo paquetes de canales segmentados por género. Otros proveedores de televisión para abonados se mantuvieron independientes y conformaron la Cámara Uruguaya de Televisión para Abonados, que tiene también sus galardones y un canal de televisión propios.
En 1998, tras el surgimiento de la televisión por abonados, dichas empresas comienzan a instalar el cableado subterráneo en Montevideo. La Intendencia de Montevideo, mediante un convenio con dichas empresas decide no cobrar dicha instalación, con la condición de que le adjudicarán una señal para crear un canal público montevideano. El 1 de setiembre de 1996 sale al aire el Canal 24 posteriormente denominado Tevé Ciudad.
En 2000 se realizó la primera transmisión de TV digital por aire en Uruguay, que fue hecha por la extinta empresa Cable TVA en la ciudad de Paysandú. Se emitió un concierto de rock a partir de la imagen generada por un laser disc, y en esa ocasión se utilizó el sistema ATSC en el canal 24 de UHF. Curiosamente, años antes, en 1996 y por el mismo canal 24 se realizó la primera y única transmisión de TV abierta en la banda de UHF del país y en diciembre de año 1999 creó la primera TDH TV Rural Uruguaya de los dueños de los canales 4, 10, 12, 5, Red Televisión Color (La Red) y TV Española. 
En 2001 se abrió el mercado para la Televisión Satelital y la multinacional DirecTV ingresó en 2007.
En 2004 nacieron 2 canales de televisión por cable: VTV, propiedad de la empresa de derechos televisivos Tenfield, y TV Libre, propiedad del Multimedio La República, que en 2011 adoptó el nombre actual de RTV.
En 2017, TV Ciudad pasó a ser un canal de señal abierta al empezar a transmitir en la TDT.
Entre 2018 y 2024 DirecTV incorporó a Canal 4, Canal 5, Teledoce, Canal 10 y TV Ciudad. En septiembre de 2017, las señales HD de los canales 4, 5, 10, 12 y TV Ciudad que se encontraban transmitiendo en la TDT fueron liberadas para su distribución en cableoperadores al nivel nacional.

## Televisión en la actualidad

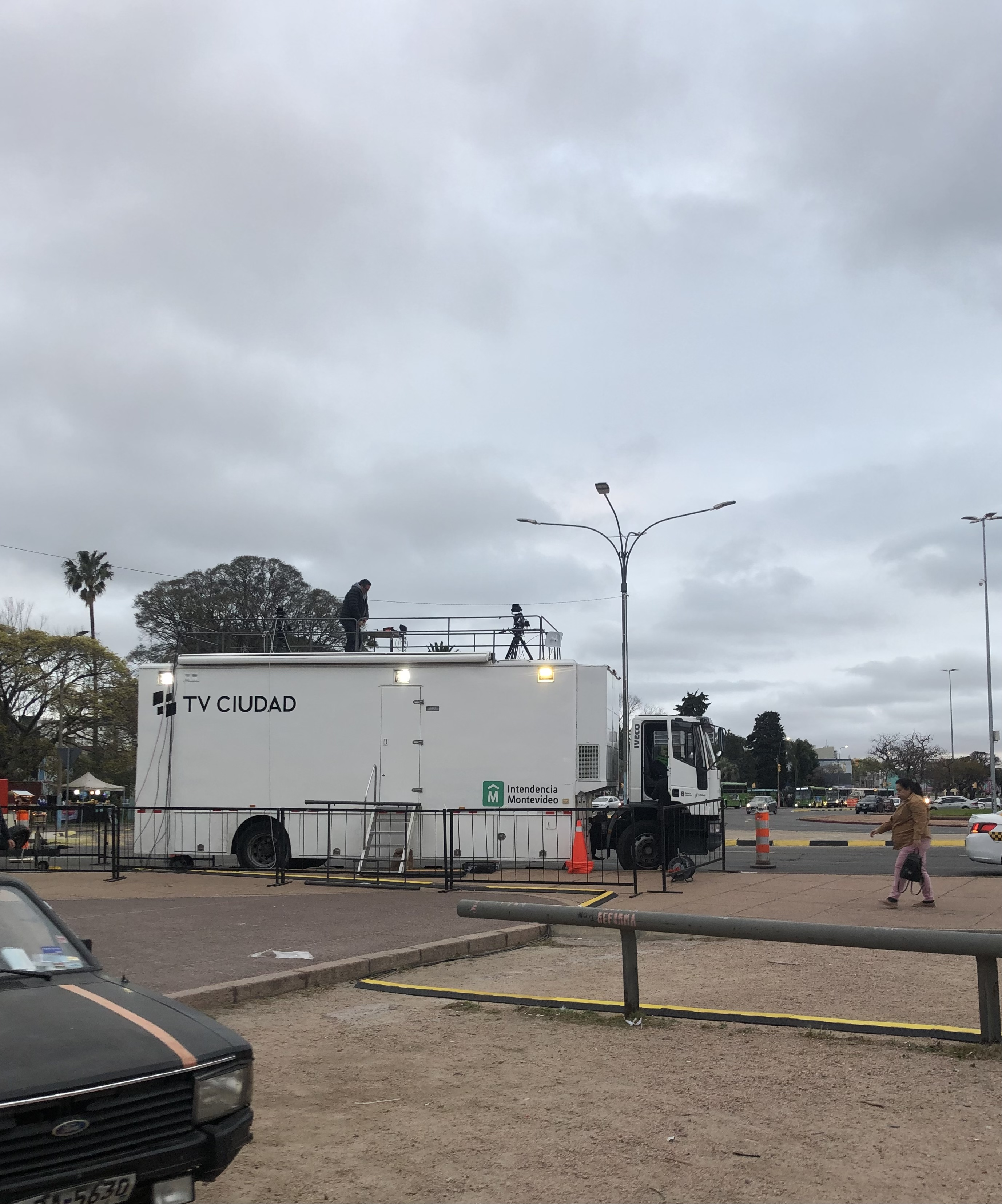
Móvil de emisión de TV Ciudad

En Uruguay la señal de televisión se transmite mediante televisión digital terrestre bajo la norma ISDB-Tb desde 2019, aunque con anterioridad en 2010 se había resuelto utilizar el DVB-T . A partir del 2014, los cableoperadores del interior pasan a implementar el digital DVB-C en sus sistema para abonados.
En la actualidad existen cinco canales abiertos basados en Montevideo con transmisión para todo el país: Canal 4, Canal 10, Teledoce (privados), Canal 5 y TV Ciudad (públicos). Los canales montevideanos tienen repetidoras en las distintas localidades de todos los departamentos del país, y se emiten también por televisión para abonados. Además, los tres canales privados capitalinos poseen una cadena que emite algunos de sus programas e informes, La Red.

### Canales de televisión abierta

#### Canales de televisión de ámbito nacional
| Logo | Nombre               | Programación | Inicio de transmisiones           | Propietario                                             | Operado                                                           | Cobertura | Web       |
| ---- | -------------------- | ------------ | --------------------------------- | ------------------------------------------------------- | ----------------------------------------------------------------- | --------- | --------- |
|      | Canal 10 (Primario)  | Generalista  | 7 de diciembre de 1956 (68 años)  | Grupo Fontaina - De Feo (Privado)                       | Sociedad Anónima de Emisoras de Televisión y Anexos               | Nacional  | Canal 10  |
|      | Canal 4 (Primario)   | Generalista  | 23 de abril de 1961 (64 años)     | Grupo Monte Carlo (Privado)                             | Monte Carlo TV S.A.                                               | Nacional  | Canal 4   |
|      | Teledoce (Primario)  | Generalista  | 2 de mayo de 1962 (63 años)       | Grupo Disco (Privado)                                   | Sociedad Televisora Larrañaga                                     | Nacional  | Teledoce  |
|      | Canal 5 (Primario)   | Generalista  | 19 de junio de 1963 (62 años)     | Servicio de Comunicación Audiovisual Nacional (Público) | Televisión Nacional Uruguay                                       | Nacional  | Canal 5   |
|      | La Red (Secundario)  | Generalista  | 25 de agosto de 1981 (43 años)    | Grupo Monte Carlo Grupo Disco Grupo Juanicó (Privado)   | Red Uruguaya de Televisión S.A.                                   | Nacional  |           |
|      | TV Ciudad (Primario) | Generalista  | 1 de septiembre de 1996 (27 años) | Intendencia de Montevideo                               | Servicio de Información y Comunicación del Gobierno de Montevideo | Nacional  | TV Ciudad |

1. ↑  En esa fecha nació como Tele12. En 1980 pasó a denominarse Teledoce Televisora Color y en 2000, se estableció el nombre actual de Teledoce.
2. ↑  En esa fecha nació como Canal 5 SODRE.

### Televisión regional
Cada uno de los departamentos de Uruguay contiene al menos una estación de televisión emitido en su territorio. Cada emisora emite contenidos y producciones propias, con algunas excepciones como por ejemplo el Canal 8 proveniente del departamento de Cerro Largo, operado por Televisión Nacional del Uruguay y el canal público de Montevideo, TV Ciudad considerado también como la única cadena con cobertura internacional, la cual se transmite además en Chile y Argentina (como una señal de pago prémium).

#### Canales regionales
- Artigas

| Canal                      | Titularidad |
| -------------------------- | ----------- |
| Canal 3 Artigas Televisión | Privada     |
| TV5 Artigas                | Privada     |
| Canal 8 Bella Unión TV     | Privada     |
| Canal 10 Bella Unión       | Privada     |

- Canelones

| Canal                      | Titularidad |
| -------------------------- | ----------- |
| Canal 6 Ciudad de la Costa | Privada     |
| Canal 6 TVL Pando          | Privada     |
| Canal 8 Canelones Capital  | Privada     |
| Canal 11 Las Piedras       | Privada     |
| Canal 11 Santa Lucía       | Privada     |
| ANPI TV San Ramón          | Privada     |
| TalaVisión                 | Privada     |

- Cerro Largo

| Canal                        | Titularidad |
| ---------------------------- | ----------- |
| Canal 8, Televisión Nacional | Pública     |
| Canal 12 Melo                | Privada     |
| Canal 38 Río Branco TV       | Privada     |

- Colonia

| Canal                       | Titularidad |
| --------------------------- | ----------- |
| Canal 3                     | Privada     |
| Canal 4 Juan Lacaze         | Privada     |
| Canal 5 Tarariras           | Privada     |
| Canal 5 Noticias y Deportes | Privada     |
| ABCTV Colonia               | Privada     |

- Durazno

| Canal                    | Titularidad |
| ------------------------ | ----------- |
| Canal 6 Zebra Televisión | Privada     |
| Canal 7                  | Privada     |
| Canal 8                  | Privada     |

- Flores

| Canal            | Titularidad |
| ---------------- | ----------- |
| Canal 8 Trinidad | Privada     |

- Florida

| Canal                      | Titularidad |
| -------------------------- | ----------- |
| Canal 4 Televisión Florida | Privada     |
| Canal 23 TVD               | Privada     |
| Florida Televisora Color   | Privada     |
| Tevé Más Florida           | Privada     |

- Lavalleja

| Canal                     | Titularidad |
| ------------------------- | ----------- |
| Canal 2 Minas             | Privada     |
| Vivo Canal 3              | Privada     |
| Canal 13 Cerro del Verdún | Privada     |

- Maldonado

| Canal                  | Titularidad |
| ---------------------- | ----------- |
| Canal 2 San Carlos     | Privada     |
| Canal 7 Punta del Este | Privada     |
| Canal Once             | Privada     |
| Canal 8 Cable Carolino | Privada     |
| Canal 30 PuntaCable    | Privada     |

- Montevideo

| Canal                       | Titularidad |
| --------------------------- | ----------- |
| TV Ciudad                   | Pública     |
| VTV                         | Privada     |
| A+V                         | Privada     |
| CRTV                        | Privada     |
| UCLTV                       | Privada     |
| Cardinal TV                 | Privada     |
| Canal 26 (fuera de emisión) | Privado     |

- Paysandú

| Canal          | Titularidad |
| -------------- | ----------- |
| TV Río Canal 3 | Privada     |
| Latina TV      | Privada     |
| Efusiva TV     | Privada     |
| Canal 4        | Privada     |

- Río Negro

| Canal                  | Titularidad |
| ---------------------- | ----------- |
| Canal 11 Fray Bentos   | Privada     |
| Río Uruguay Televisión | Privada     |
| Canal 14 Young         | Privada     |

- Rivera

| Canal                     | Titularidad |
| ------------------------- | ----------- |
| Canal 3 Minas de Corrales | Privada     |
| Canal 8 Rivera            | Privada     |
| TeveDiez Rivera           | Privada     |

- Rocha

| Canal              | Titularidad |
| ------------------ | ----------- |
| Canal 2 Lascano    | Privada     |
| Canal 4 Chuy Color | Privada     |
| Canal 8            | Privada     |
| Canal 9 TeleRocha  | Privada     |

- Salto

| Canal           | Titularidad |
| --------------- | ----------- |
| Canal 4         | Privada     |
| UNO TV Canal 5; | Privada     |
| Canal 8         | Privada     |

- San José

| Canal       | Titularidad |
| ----------- | ----------- |
| CLD TV      | Privada     |
| Canal 9 CCV | Privada     |

- Soriano

| Canal           | Titularidad |
| --------------- | ----------- |
| Canal 4 Dolores | Privada     |
| Tele 8 Mercedes | Privada     |
| CV10 Canal 10   | Privada     |
| TVEO Dolores    | Privada     |

- Tacuarembó

| Canal                          | Titularidad |
| ------------------------------ | ----------- |
| Canal 4                        | Privada     |
| Canal 7 Zorrilla de San Martín | Privada     |
| Canal 9 Paso de los Toros      | Privada     |

- Treinta y Tres

| Canal               | Titularidad |
| ------------------- | ----------- |
| Canal 4 Plaza Canal | Privada     |
| Canal 11            | Privada     |
| 33TV                | Privada     |

### Canales de televisión en línea
| Logo | Canal               | Operado                                       | Web                   |
| ---- | ------------------- | --------------------------------------------- | --------------------- |
|      | Antel Eventos       | Administración Nacional de Telecomunicaciones | AntelTV               |
|      | RTV                 | La República Medios                           | RTV                   |
|      | Uruguay Natural TV  | Ministerio de Turismo                         | Youtube               |
|      | Uruguay Presidencia | Presidencia de Uruguay                        | Uruguay Presidencia   |
|      | Parlamento TV       | Poder Legislativo de Uruguay                  | Representantes Senado |
|      | Maronas TV          | Codere Uruguay                                | AntelTV               |

## Datos y cifras
Uruguay cuenta con un sistema de medios altamente concentrado. El núcleo central lo ha constituido un grupo de cuatro empresas propietarias de los tres canales privados de televisión abierta ubicados en la capital y con alcance en toda la zona metropolitana, donde viven casi dos terceras partes de la población del país. Estas empresas han tenido, además, presencia directa o indirecta en otro conjunto de medios de comunicación escritos y radiales.
A fines de 1997 en 35% de los hogares uruguayos disponía de servicios de televisión por cable, y en septiembre de 2001 el porcentaje trepó al 68% (660.000 hogares abonados).
En 1998 el 92% de los hogares de Montevideo y el 85% de los del interior del país disponían de televisión en colores. En 2000 los uruguayos veían un promedio de 3,8 horas diarias de televisión.[cita requerida]
La cantidad de servicios de televisión para abonados alcanzó 536 mil en 2011, 731 mil en 2016 y 735 mil en 2018.
A mayo de 2025, Uruguay tenía 410 mil suscriptores de televisión de pago, de los que 210 mil (36%) eran de Montevideo. A nivel nacional, DirecTV tiene el 28% y Flow el 1% del mercado, En Montevideo, Flow tenía el 22% del mercado, DirecTV el 21%, TCC el 19%, Nuevo Siglo el 17%, Montecable el 16%, y Multiseñal el 5% restante.

## Galardones
Existen diversos premios otorgados en forma anual a la producción televisiva en Uruguay. Los de mayor popularidad y trayectoria son los Premios Iris creados por El País, entregados por primera vez en 1983. Son emitidos actualmente de manera anual en los tres canales abiertos privados de Montevideo ya mencionados. El premio más importante de la entrega es el Iris de Oro que se entrega desde 1995 a la persona o programa de televisión más influyente del año.
También existen los Premios CUTA. Están principalmente enfocados en la televisión del interior, sus programas y figuras. Son entregados anualmente por la Cámara Uruguaya de Televisión para Abonados y transmitidos en directo por Cardinal TV, el canal de la asociación. Otra entrega de premios relacionada con la televisión es llamada Campana de Oro. Reconoce a las mejores publicidades del año anterior y es transmitido por Canal 4.
En el pasado además existían los Premios Tabaré y los Premios de Televisión Interior. Ambos eran organizados y entregados año a año por el diario capitalino La República.